# Sluzhebnyy roman
Sluzhebnyy roman (cirílico: Служебный роман) é um filme soviético de 1977, de gênero comédia, filmado pela Mosfilm, escrito por Eldar Riazanov e Emil Braginski e dirigido por Karlen Agadzhov.

A trama é sobre um escritório dos anos 1970 da União Soviética, durante o governo de Leonid Brejnev, e relata, com humor, a vida dos trabalhadores burocráticos daquele país, e as questões do trabalho burocrático socialista soviético.

O filme é também muito conhecido no exterior, na Rússia foi um estouro de bilheteria em 1978, e continua a ser muito popular, apesar de não chegar ao sucesso de um dos mais famosos filmes russos, Ironia do Destino, de mesmo diretor, de 1975.

## Sinopse
O filme é sobre a vida dos trabalhadores de um departamento de estatísticas da década de 1970, na União Soviética, e a trama é em torno de cinco personagens principais, que trabalham todos na mesma repartição, Novoseltsev e Kalugina, ela é chefe de seu departamento, mas não se conhecem bem, Samokhvalov e Rizhova, que tiveram um caso, e Vera, uma secretária que odeia a chefe.

O filme se passa em 1976, Anatoli Novoseltsev é um pai solteiro, com dois filhos para cuidar, e contador de uma repartição de um departamento de estatísticas industriais, e Ludmila Kalugina, também solteira, é gerente do mesmo departamento, zelando extremamente por sua carreira, e raramente tendo tempo para sua vida pessoal.

Novoseltsev é atrapalhado e emotivo, e deseja tornar-se chefe de uma das repartições, e Kalugina é caxias, organizada e mal-humorada, motivo pelo qual é chamada de "amargura" pelos companheiros de repartição.

Iuri Samokhvalov é escolhido por Kalugina para ser seu suplente, no cargo de vice-diretor do departamento, Samokhvalov viajara à Suíça, motivo pelo qual presenteia a todos os companheiros com souvenires suíços, como cigarros, canetas e alimentos, considerados melhores que os soviéticos, além de ter um automóvel Volga, que um soviético só conseguia comprar após anos de economia.

Olga Rizhova é uma antiga companheira de universidade de Novoseltsev, e ambos se surpreendem com a chegada de Samokhvalov, que também estudou com eles, mas Rizhova, que tinha um caso com Samokhvalov, para se lembrar dos velhos tempos, manda cartas amorosas ao antigo amante, que é casado.

Samokhvalov recebe uma informação confidencial de Kalugina, que existe uma alta vaga aberta no escritório, e logo avisa Novoseltsev, que aspira a vaga, mas ele próprio acha impossível conseguí-la, pois é incapaz e Kalugina não o conhece muito bem, mas Samokhvalov tenta convencê-la de que Novoseltsev é apto para a vaga.

Sem sucesso, Samokhvalov monta uma estratégia, Novoseltsev deveria bajular a diretora e conseguir a vaga, mas com o mau humor de Kalugina, o plano vai por água a baixo, Novoseltsev ofende a diretora pela sua falta de emoção, e assim, Kalugina não se esquece mais de Novoseltsev, e pesquisa sobre sua vida íntima, descobrindo que ele é solteiro.

Enquanto isso, Rizhova continua a flertar com Samokhvalov, e Kalugina toma conselhos de Vera, uma secretária que tudo entende sobre moda, o que a deixa mais agradável para os colegas de trabalho.

Com o passar do tempo, Kalugina conhece melhor Novoseltsev, e ambos se entendem, até que ela convida Novoseltsev para um jantar em sua casa, interrompido por sucessivas ligações dos filhos de Novoseltsev.

Vera, a secretária de Kalugina, percebe que Samokhvalov anda recebendo cartas de uma mesma funcionária, e descobre que eram amorosas, o que a faz avisar a esposa de Samokhvalov sobre as cartas e quem as manda.

Após a conversa com a esposa, Samokhalov entrega as cartas à Shura, uma das funcionárias, que conta à toda a repartição sobre o caso entre Samokhvalov e Rizhova, o que entristece Rizhova.

Kalugina recupera as cartas de amor e as entrega à Samokhvalov, e pede que nunca mais deixe público esse tipo de coisa.

Rizhova se lamenta com Samokhvalov e pede as cartas de volta.

Kalugina e Novoseltsev se apaixonam de verdade, mas Samokhvalov alerta Kalugina que o romance entre os dois é somente o meio de Novoseltsev conquistar a vaga que ele tanto deseja.

Kalugina, sabendo disso, se deprime e promove Novoseltsev a chefe de repartição, e o avisa, mas quando ela diz a ele que sabe que o romance é falso, ele recusa a vaga, o que gera uma confusão em todo o escritório.

### Elenco
Elenco Principal
- Andrei Miagkov — Anatoli Efremovitch Novoseltsev
- Alisa Friendlikh — Liudmila Prokofievna Kalugina
- Svetlana Nemoliaieva — Olga Petrovna Rizhova
- Oleg Basilashvili — Iuri Grigorievitch Samokhvalov
- Lia Akhedzhakova — Secretária Vera
- Liudmila Ivanova — Shurotchka

Elenco Menor
- Neli Pshenaia
- Gueorgui Burkov
- Maria Vinogradova
- Olesia Ivanova
- Aleksandr Fatiushin
- Petr Scherbakov
- Inna Vikhodtseva
- Lidia Dranovskaia
- Zóia Isaeva
- Valentina Alekseieva
- Tatiana Ignatova
- Ekaterina Voronina
- Eldar Riazanov

## Ligações Externas
Site dedicado ao filme.